# منطقة بيون
بيون رمزها «PU» (بالإنجليزية: Pune) ، هو تقسيم إداري لدولة الهند تتبع ولاية ماهاراشترا (بالإنجليزية: Maharashtra) ، مركزها هو مدينة بيون (بالإنجليزية: Pune) عدد سكانها حسب تعداد سنة 2001 هو 7,224,224 ، مساحتها 15,643 كم² وكثافة السكان 462 لكل كم² .

## المناخ
يظهر الجدول التالي التغييرات المناخية على مدار السنة لمنطقة بيون:
| البيانات المناخية لـمنطقة بيون    | البيانات المناخية لـمنطقة بيون | البيانات المناخية لـمنطقة بيون | البيانات المناخية لـمنطقة بيون | البيانات المناخية لـمنطقة بيون | البيانات المناخية لـمنطقة بيون | البيانات المناخية لـمنطقة بيون | البيانات المناخية لـمنطقة بيون | البيانات المناخية لـمنطقة بيون | البيانات المناخية لـمنطقة بيون | البيانات المناخية لـمنطقة بيون | البيانات المناخية لـمنطقة بيون | البيانات المناخية لـمنطقة بيون | البيانات المناخية لـمنطقة بيون |
| الشهر                             | يناير                          | فبراير                         | مارس                           | أبريل                          | مايو                           | يونيو                          | يوليو                          | أغسطس                          | سبتمبر                         | أكتوبر                         | نوفمبر                         | ديسمبر                         | المعدل السنوي                  |
| --------------------------------- | ------------------------------ | ------------------------------ | ------------------------------ | ------------------------------ | ------------------------------ | ------------------------------ | ------------------------------ | ------------------------------ | ------------------------------ | ------------------------------ | ------------------------------ | ------------------------------ | ------------------------------ |
| متوسط درجة الحرارة الكبرى °م (°ف) | 29.9 (85.8)                    | 31.9 (89.4)                    | 35.4 (95.7)                    | 37.7 (99.9)                    | 36.9 (98.4)                    | 31.7 (89.1)                    | 28.4 (83.1)                    | 27.4 (81.3)                    | 29.4 (84.9)                    | 31.4 (88.5)                    | 30.0 (86.0)                    | 28.0 (82.4)                    | 31.5 (88.7)                    |
| متوسط درجة الحرارة الصغرى °م (°ف) | 10.0 (50.0)                    | 12.0 (53.6)                    | 15.0 (59.0)                    | 19.5 (67.1)                    | 22.4 (72.3)                    | 22.7 (72.9)                    | 22.0 (71.6)                    | 21.3 (70.3)                    | 20.3 (68.5)                    | 17.0 (62.6)                    | 14.0 (57.2)                    | 10.0 (50.0)                    | 17.2 (62.9)                    |
| الهطول مم (إنش)                   | 0 (0)                          | 3 (0.1)                        | 2 (0.1)                        | 11 (0.4)                       | 40 (1.6)                       | 138 (5.4)                      | 163 (6.4)                      | 129 (5.1)                      | 155 (6.1)                      | 68 (2.7)                       | 28 (1.1)                       | 4 (0.2)                        | 741 (29.2)                     |
| متوسط أيام هطول الأمطار           | 0.1                            | 0.3                            | 0.3                            | 1.1                            | 3.3                            | 10.9                           | 17.0                           | 16.2                           | 10.9                           | 5.0                            | 2.4                            | 0.3                            | 67.8                           |
| ساعات سطوع الشمس الشهرية          | 291.4                          | 282.8                          | 300.7                          | 303.0                          | 316.2                          | 186.0                          | 120.9                          | 111.6                          | 177.0                          | 248.0                          | 270.0                          | 288.3                          | 2٬895٫9                        |
| المصدر: HKO                       |                                |                                |                                |                                |                                |                                |                                |                                |                                |                                |                                |                                |                                |